# Андроскоггин (округ)
Андроско́ггин (англ. Androscoggin County) — округ в штате Мэн. При переписи населения в 2000 году было 103 793 человека, к 2009 году, по оценкам бюро переписи населения США численность населения составляет 106 539 человек. Административным центром округа является город Оберн, крупнейший город — Льюистон.

## География
Расположен Андроскоггин в юго-восточной части штата, не имеет выхода к морю или океану и не граничит с другими штатами. Согласно бюро переписи населения США, общая площадь округа — 1288 км², из которых: 1218 км² — земля и 70 км² (5,42 %) — вода.

### Соседние округа
- Франклин — север
- Кеннебек — северо-восток
- Сагадахок — юго-восток
- Камберленд — юг
- Оксфорд — запад

### Города округа
- Грин[англ.]
- Дарем[англ.]
- Ливермор[англ.]
- Ливермор-Фолс[англ.]
- Лидс[англ.]
- Лисбон
- Льюистон
- Меканик-Фолс[англ.]
- Минот[англ.]
- Оберн
- Поленд[англ.]
- Сабаттус[англ.]
- Тернер
- Уэльс[англ.]

## Население
Согласно переписи населения в 2000 году, в округе проживали 103 793 человека, было 42 028 домашних хозяйств и 27 192 семьи. Плотность населения составляла 85 человек на км². Количество жилых построек составило 45 960 со средней плотностью 38 на км². Разделение на расы составило: 96,98 % белых, 0,66 % афроамериканцев, 0,27 % американских индейцев, 0,55 % азиатов, 0,04 % выходцы из Океании, 0,28 % другие расы, и 1,22 % смешанные из двух или более рас. 0,95 % населения составили латино. 24,5 % жителей имеют франкоканадское происхождение, 19,4 % — французское, 14,3 % — английское. В качестве первого языка французский используют лишь 14,29 %.
Из 42 028 домашних хозяйств, 30,9 % имели детей в возрасте до 18 лет, 49,6 % были женаты и жили вместе, 10,8 % имели женщину без мужа как главу хозяйства и 35,3 % не имели родства. 28,3 % домашних хозяйств состояли из одного человека и 11 % состояли из одного человека в возрасте 65 лет или старше. Средний размер домашнего хозяйства составил 2,38 человек, средний размер семьи 2,91 человек.
Построение по возрасту составило: 23,9 % моложе 18 лет, 9,1 % с 18 до 24 лет, 29,7 % с 25 до 44 лет, 22,9 % с 45 до 64, 14,4 % 65 лет или старше. Средний возраст был 37 год. На каждые 100 женщин имелось 94,3 мужчин. На каждые 100 женщин в возрасте 18 лет и старше имелось 91,2 мужчин.
Средний доход на домашнее хозяйство составлял $35 793 в год, средний доход на семью $44 082. Мужчины имели средний доход $31 622, женщины $22 366. Средний годовой доход на душу населения города составил $18 734. Около 7,5 % семей и 11,1 % населения были за чертой бедности, из них 13,8 % в возрасте до 18 лет и 11 % 65 лет и старше.